# Дорис Деј
Дорис Мери Ен Капелхоф (енгл. Doris Mary Ann Kappelhoff; 3. април 1922 — 13. мај 2019), познатија под уметничким именом Дорис Деј (енгл. Doris Day), била је америчка глумица, певачица и активисткиња за права животиња.
Музичку каријеру је започела 1939. као чланица великог бенда, а њена популарност је почела да расте са првим хит синглом Sentimental Journey из 1945. године. Након што је напустила бенд Леса Брауна, Деј је започела соло каријеру, као и дугогодишњу сарадњу са дискографском кућом Коламбија рекордс. У периоду између 1947. и 1967, колико је трајао уговор, снимила је преко 650 песама за ову дискографску кућу и тиме постала једна од најпопуларнијих певачица 20. века.
Године 1948. добила је прву филмску улогу у музичкој комедији Романса на отвореном мору. Наступила је у укупно 39 филмова током своје каријере. Била је номинована за награду Оскар за улогу у филму Шапутање на јастуку из 1959. и добитница је Награде Сесил Б. Демил за животно дело. Године 1968. приказан је последњи филм у коме је наступила. Исте године на Си-Би-Ес-у почео је да се приказује Шоу Дорис Деј који је отказан 1973.
Издала је 31 албум, а њене песме су провеле укупно 460 недеља на листи „Топ 40“. Добитница је награде Греми за животно дело и награде „Музичка легенда" Друштва певача. Године 2011. издала је свој 29. студијски албум My Heart, који се нашао на деветом месту листе „Топ 40“ у Уједињеном Краљевству. Деј је тиме постала најстарија жива уметница чији се албум са новим песмама нашао у првих десет на овој листи.
Посветила се активизму за права животиња 1971. када је била једна од оснивачица организације „Глумци и остали за животиње“, а крајем седамдесетих основала је сопствену „Дорис Деј фондацију за животиње“, а касније и „Дорис Деј лигу за животиње“. Године 2004. тадашњи председник САД Џорџ Буш уручио јој је Председничку медаљу слободе за изузетан допринос тој земљи.
Године 1989, награђена је Златним глобусом Сесил Б. Демил наградом за животно дело у филмовима. Године 2004, она је одликована је Председничком медаљом слободе. Године 2008. добила је Греми награду за животно дело, као и награду Легенд од Друштва певача. Године 2011, додељена јој је награда Удружења филмских критичара Лос Ангелеса за достигнућа у каријери. Исте године објавила је свој 29. студијски албум My Heart, који је садржао нови материјал и постао УК Топ 10 албум. Према подацима из 2020, она је била једна од осам извођача који су четири пута остварили највеће зараде на благајнама у Сједињеним Државама.

## Младост
Деј је рођена као Дорис Мари Ане Капелхоф 3. априла 1922. у Синсинатију, као ћерка Алме Софије (рођене Велс; 1895–1976) и Вилијама Џозефа Капелхофа (1892–1967). Њена мајка је била домаћица, а отац наставник музике и хоровођа. Дорис је добила име по глумици Дорис Кенјон. Њени деда и бака по мајци и оцу били су Немци; њен деда по оцу Франc Јосеf Вилхелм Капелхоф емигрирао је у Сједињене Државе 1875. године и настанио се у Синсинатију који је имао велику немачку заједницу са својим црквама, клубовима и новинама на немачким језику. Током већег дела свог живота, Деј је изјављивала да је рођена 1924. године; све до свог 95. рођендана - када је Асошиејтед прес пронашао њен извод из матичне књиге рођених у коме је као година рођења наведена 1922. Било је уобичајено међу холивудским глумицама да наводе да су млађе него што су заправо биле, јер је младост била кључни фактор при кастингу.
Најмлађа од троје деце, имала је два старија брата: Ричарда (који је умро пре њеног рођења) и Пола, две до три године старијег. Због наводног неверства њеног оца, њени родитељи су се раздвојили. Она је развила рано интересовање за плес, и средином 1930-их основала је плесни дуо са Џеријем Доертијем који је наступао локално у Синсинатију. У саобраћајној несрећи 13. октобра 1937. повређена јој је десна нога и затрти су њени изгледи да постане професионална плесачица.

## Смрт
Деј је преминула 13. маја 2019. у 97. години, након што је оболела од упале плућа. Њену смрт објавила је њена добротворна организација, Дорис Деј фондација за животиње. По њеном захтеву, Фондација је најавила да неће бити погребне службе, споменика или других јавних меморијала.

## Студијски албуми
- You're My Thrill (1949)
- Young Man with a Horn (1950)
- Tea for Two (1950)
- Lullaby of Broadway (1951)
- On Moonlight Bay (1951)
- I'll See You in My Dreams (1951)
- By the Light of the Silvery Moon (1953)
- Calamity Jane (1953)
- Young at Heart (1954)
- Love Me or Leave Me (1955)
- Day Dreams (1955)
- Day by Day (1956)
- The Pajama Game (1957)
- Day by Night (1957)
- Hooray for Hollywood (1958)
- Cuttin' Capers (1959)
- What Every Girl Should Know (1960)
- Show Time (1960)
- Listen to Day (1960)
- Bright and Shiny (1961)
- I Have Dreamed (1961)
- Duet (1962)
- You'll Never Walk Alone (1962)
- Billy Rose's Jumbo (1962)
- Annie Get Your Gun (1963)
- Love Him (1963)
- The Doris Day Christmas Album (1964)
- With a Smile and a Song (1964)
- Latin for Lovers (1965)
- Doris Day's Sentimental Journey (1965)
- The Love Album
- My Heart